# Alimentos médicos

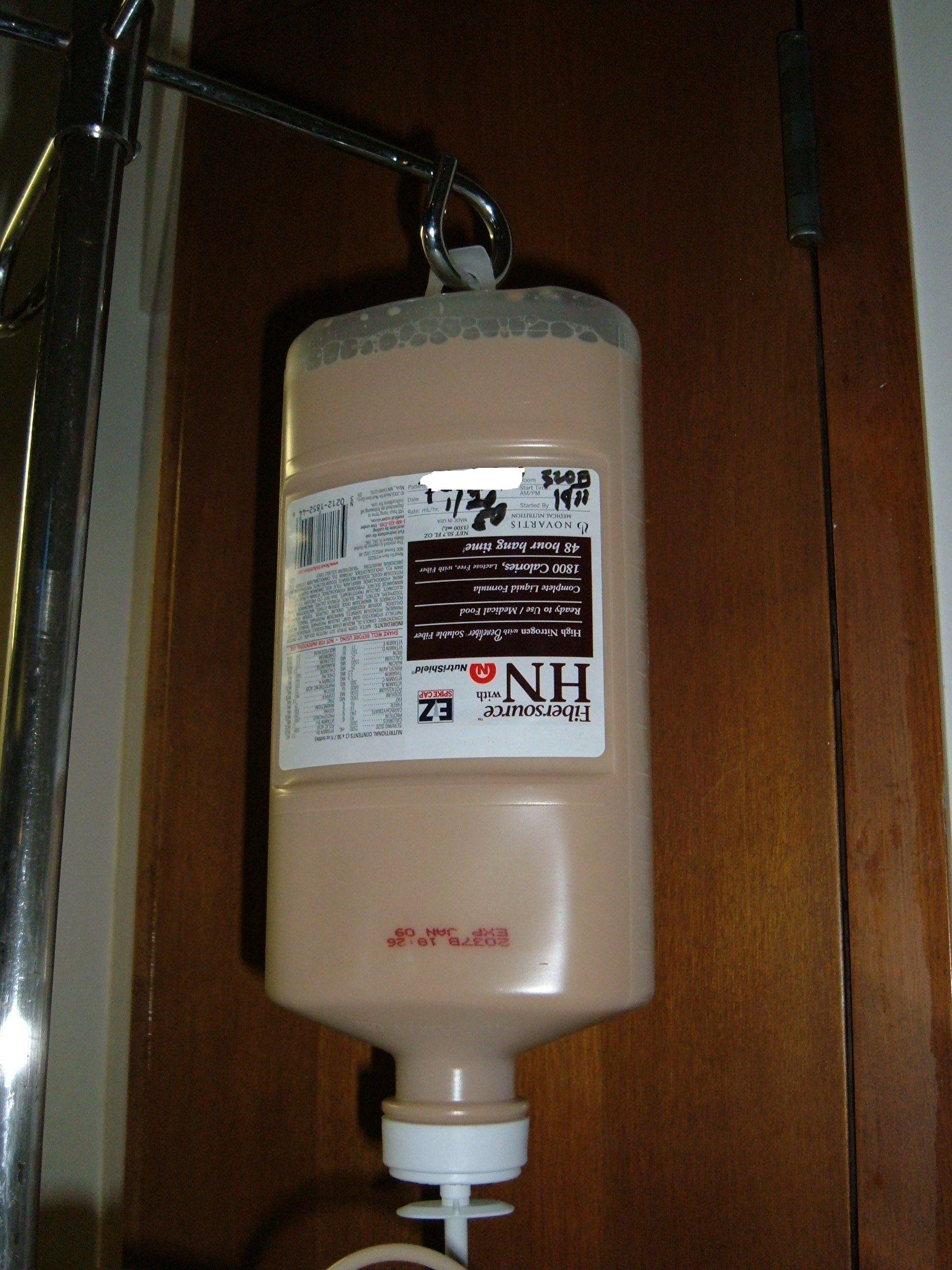
Alimentos médicos Novartis Fibersource HN desplegados en un poste IV

Los alimentos médicos son alimentos especialmente formulados y destinados al tratamiento dietético de una enfermedad que tiene necesidades nutricionales distintivas que no pueden satisfacerse solo con la dieta normal. En los Estados Unidos se definieron en las Enmiendas de la Ley de Drogas Huérfanas de 1988 de la Administración de Alimentos y Medicamentos y están sujetas a los requisitos generales de etiquetado de alimentos y seguridad de la Ley Federal de Alimentos, Medicamentos y Cosméticos. En Europa, la Autoridad Europea de Seguridad Alimentaria estableció definiciones para "alimentos para fines médicos especiales" (FSMP) en 2015.

## Definición
Los alimentos médicos, llamados "alimentos para fines médicos especiales" en Europa, son distintos de la categoría más amplia de alimentos para uso dietético especial, de los alimentos tradicionales que tienen un uso medicinal y de los suplementos dietéticos. Para ser considerado un alimento medicinal, el producto debe, como mínimo:
- ser un alimento para ingestión oral o alimentación por sonda (sonda nasogástrica)
- estar etiquetado para el tratamiento dietético de un trastorno, enfermedad o afección médica específica para la cual existen requisitos nutricionales distintivos, y
- estar destinado a ser utilizado bajo supervisión médica.

Los alimentos medicinales se pueden clasificar en las siguientes categorías: 
- Fórmulas nutricionalmente completas
- Fórmulas nutricionalmente incompletas
- Fórmulas para trastornos metabólicos.
- Productos de rehidratación oral.

## Regulación
Los alimentos medicinales están regulados por la Administración de Drogas y Alimentos de los EE. UU. Según las regulaciones de la Ley de Drogas y Cosméticos para Alimentos. 21 CFR 101.9 (j) (8).
El término alimento médico, tal como se define en la sección 5 (b) de la Ley de medicamentos huérfanos (21 USC 360ee (b) (3)) es "un alimento que está formulado para ser consumido o es administrado enteramente bajo la supervisión de un médico y que está destinado al tratamiento dietético específico de una enfermedad o afección para la cual los requisitos nutricionales distintivos, basados en principios científicos reconocidos, se establecen mediante evaluación médica".
No se requiere que los alimentos médicos se sometan a una revisión o aprobación previa a la comercialización por la FDA. Además, están exentos de los requisitos de etiquetado para declaraciones de propiedades saludables y declaraciones de contenido de nutrientes según la Ley de educación y etiquetado nutricional de 1990. En 2016, la FDA publicó una actualización: Guidance for Industry: Frequently Asked Questions About Medical Foods; Second Edition. Se incluyen definiciones y requisitos de etiquetado.